# ورنجول
ورنجول (به فرانسوی: Vernajoul) یک کمون در فرانسه است که در Canton of Foix-Rural واقع شده‌است.

## خصوصیات
ورنجول ۹٫۰۸ کیلومترمربع مساحت و ۶۸۸ نفر جمعیت دارد و ۴۱۴ متر بالاتر از سطح دریا واقع شده‌است.